# 杜璉
杜璉（16世紀—16世紀），字汝器，號及泉，山西平陽府解州平陸縣人，明朝政治人物。

## 生平
杜璉是冠帶杜僾之孫，個性孝友正直、溫文儒雅，自歲貢出身，嘉靖四十年（1561年）中順天鄉試經魁，次年（1562年）會試中副榜；萬曆二年（1574年）任職荊門知州，在當地興學重農，風俗大變。有權貴的家人寫信索拿沃土四百丈，他擲下書信責罵來使，說：「割民田以獻媚權貴，我做不到！」因此被罷歸，離任後人民為他建生祠；乾隆年間其玄孫杜汝愚以舉人任潛江知縣多惠政，有祖先風采，另一後人杜若拙是乾隆七年進士，官翰林院編修。

## 引用
1. 1 2  乾隆《平陸縣志·卷八·人物》：杜僾，方直有雅望，喜人讀書，教子嚴，舉耆賓授冠帶。子璉，字汝器，號及泉，孝友正直，溫雅博洽，由歲貢嘉靖辛酉舉順天經魁，登壬戌會副，授荊門知州，興學重農，風俗丕變。時權貴家人索沃壤四百，璉擲書地下，曰：「割民田以媚權門，獲罪於天多矣！」遂罷歸，民為建生祠。
2. ↑  同治《荊門直隸州志·卷七之五·職官志五》：杜璉，字汝器，號及泉，山西平陸縣人，以順天鄉舉登會試乙榜，萬厯二年知州事，興學重農，風俗丕振。有當道致書索沃壤四百，公擲書斥使，毅然曰：「割民田以媚權貴，所不能也！」遂罷歸，民咸德之，去之日立生祠焉。乾隆間元孫汝愚亦以鄉舉令潛江，多惠政，綽有祖風，若拙壬戌翰林院編修。